# NFPA 704
NFPA 704 er et standardsystem til fareidentifikation af materialer. 
Den blev først "forsøgsvis vedtaget som en vejledning" i 1960 og revideret flere gange siden da. I dagligdags tale kaldes den også "branddiamanten" (eller "fire diamond") og kan anvendes af redningsmandskab til hurtigt og nemt at identificere de risici, som farlige materialer udgør. Det hjælper også med til at fastslå, hvad der eventuelt skal bruges særligt udstyr, procedurer, eller hvilke forholdsregler der skal træffes under de indledende faser af et nødberedskab.

## Koder
De fire inddelinger er typisk farvekodede hvor rød indikerer brandfarlighed, blå indikerer niveauet af sundhedsfaren, gul for kemisk reaktivitet, og hvid som indeholder koder for særlige risici. Hver af dem er vurderet på en skala fra 0 (ingen risiko) til 4 (alvorlig risiko). Den seneste version af NFPA 704 for hver klassificering er angivet nedenfor. De numeriske værdier i den første kolonne er angivet som "graden af fare" med tal (1, 2, 3, 4), ikke at forveksle med andre klassifikationssystemer, som den i NFPA 30 Brandfarlig og Brændbare-væsker-kode, hvor brændfarlige og brændbare væsker er betegnet med "klasse", ved hjælp af romertal (I, II, III) [2]
| Flammability (brandbarhed) (red) | Flammability (brandbarhed) (red) |
| -------------------------------- | --- |
| 0                                | Materialer, der ikke vil brænde under typiske brandforhold (e.x. kuldioxid), herunder uløseligt og ikke brændbare materialer som beton, sten og sand (Materialer, der ikke vil brænde i luft, når den udsættes for en temperatur på 820 °C (1,500 °F) i en periode på 5 minutter) |
| 1                                | Materialer, der kræver betydelig forvarmning under alle temperaturforhold, før tænding og forbrænding kan forekomme (e.x. mineralolie). Omfatter nogle faste stoffer, som ikke kræver opvarmning før antænding kan forekomme. Flammepunkt på eller over 93 °C (200 °F).           |
| 2                                | Skal være moderat opvarmet ved eller udsat for relativt høj omgivende temperatur før antændelse kan forekomme (e.x. diesel) og flere findelte faste stoffer, som ikke kræver opvarmning før tænding kan forekomme. Flammepunkt mellem 93 °C (100 and 200 °F)}.                    |
| 3                                | Væsker og faste stoffer, som kan antændes under næsten alle omgivende temperaturforhold 38 °C (100 °F) eller har et flammepunkt mellem 23 and 38 °C (73 and 100 °F). |
| 4                                | Vil hurtigt eller helt fordampe ved normalt atmosfærisk tryk og temperatur, eller er let spredes i luften og vil brænde let (e.x. acetylen, diethylzink). Inkluderer pyrofore substanser. Flammepunkt under 23 °C (73 °F).                                                        |

| Health (helbred) (blue) | Health (helbred) (blue) |
| ----------------------- | --- |
| 0                       | Udgør ingen sundhedsfare, ingen forholdsregler nødvendige og er ikke til nogen fare ud over det for almindelige brændbare materialer (e.x. træ)      |
| 1                       | Eksponering ville forårsage irritation med kun mindre blivende skade (e.x. acetone)                                                                  |
| 2                       | Intens eller vedværende, men ikke kronisk eksponering kan forårsage midlertidig uarbejdsdygtighed eller eventuelt blivende skade (e.x. diethylether) |
| 3                       | Kort eksponering kan forårsage alvorlige midlertidig eller moderat vedvarende skade (e.x. klor)                                                      |
| 4                       | Meget kort eksponering kan forårsage død eller større vedvarende skade (e.x. hydrogencyanid, fosfin, carbonmonoxid, sarin, hydrogenfluorid)          |

| Instability (reaktivitet) (yellow) | Instability (reaktivitet) (yellow) |
| ---------------------------------- | --- |
| 0                                  | Normalt stabil, selv under betingelser brand eksponering, og er ikke reaktivt med vand (e.x. helium) |
| 1                                  | Normalt stabil, men kan blive ustabil ved forhøjede temperaturer og tryk (e.x. propylen) |
| 2                                  | Gennemgår voldsom kemisk ændring ved forhøjede temperaturer og tryk, reagerer voldsomt med vand, eller kan danne eksplosive blandinger med vand (e.x. hvid fosfor, kalium, natrium)                                                       |
| 3                                  | I stand til detonation eller eksplosiv nedbrydning, men kræver en igangsættende kilde, skal opvarmes under indeslutning før initiering, reagerer eksplosivt med vand, eller vil detonere hvis stødt (e.x. ammoniumnitrat, klortrifluorid) |
| 4                                  | I stand til let at detonere eller eksplosiv nedbrydning ved normale temperaturer og tryk (e.x. nitroglycerin, klor azid, klordioxid) |

| Special notice (særlige varsel) (white)                                                                         | Special notice (særlige varsel) (white)                                                                               |
| --- | --- |
| Den hvide "særlige varsel" kan indeholde flere symboler. Følgende symboler er defineret af NFPA 704 standarden. | |
| OX | Oxydant, tillader kemikalier til at brænde uden lufttilførsel (e.x. kaliumperchlorat, ammoniumnitrat, brintoverilte). |
| W | Reagerer med vand på usædvanlig eller farlig vis (e.g. cæsium, natrium, svovlsyre).                                   |
| SA | Simpel kvælende gas. Specifikt begrænset til følgende gasser: nitrogen, helium, neon, argon, krypton og xenon.        |

| Non-standard symbols (white) | Non-standard symbols (white)                                                           |
| --- | -------------------------------------------------------------------------------------- |
| Disse farer koder er ikke part af NFPA 704 standard, men lejlighedsvis anvendes på et uofficielt plan. Kan tillades, kræves eller bortfalde (e.x. på opfordring af brandmyndighederne). |                                                                                        |
| COR ACID, ALK | ætsende; stærk syre eller base (e.x. svovlsyre, kaliumhydroxid) Syre eller alkaloider. |
| BIO eller | Biologisk fare (e.x. koppe virus)                                                      |
| POI | Giftig (e.g. stryknin)                                                                 |
| RA, RAD eller | radioaktiv (e.x. plutonium, uran)                                                      |
| CYL or CRYO | kryogen (e.x. flydende nitrogen)                                                       |